# الساندرو اسکاریونی
الساندرو اسکاریونی(به ایتالیایی: Alessandro Scarioni) (۸ مارس ۱۸۸۹ – ۲۲ ژوئن ۱۹۶۶)، بازیکن فوتبال اهل ایتالیا بود که در پست هافبک بازی می‌کرد.